# Zittau
Zittau (in sorabo Žitawa, in ceco Žitava, in polacco Żytawa, in italiano storico Zittavia) è una città del sud-est della Sassonia, in Germania. 
Appartiene al circondario di Görlitz.
Zittau possiede lo status di "Grande città circondariale" (Große Kreisstadt).

## Storia
Zittau è stata membro della Lega delle Sei Città dell'Alta Lusazia

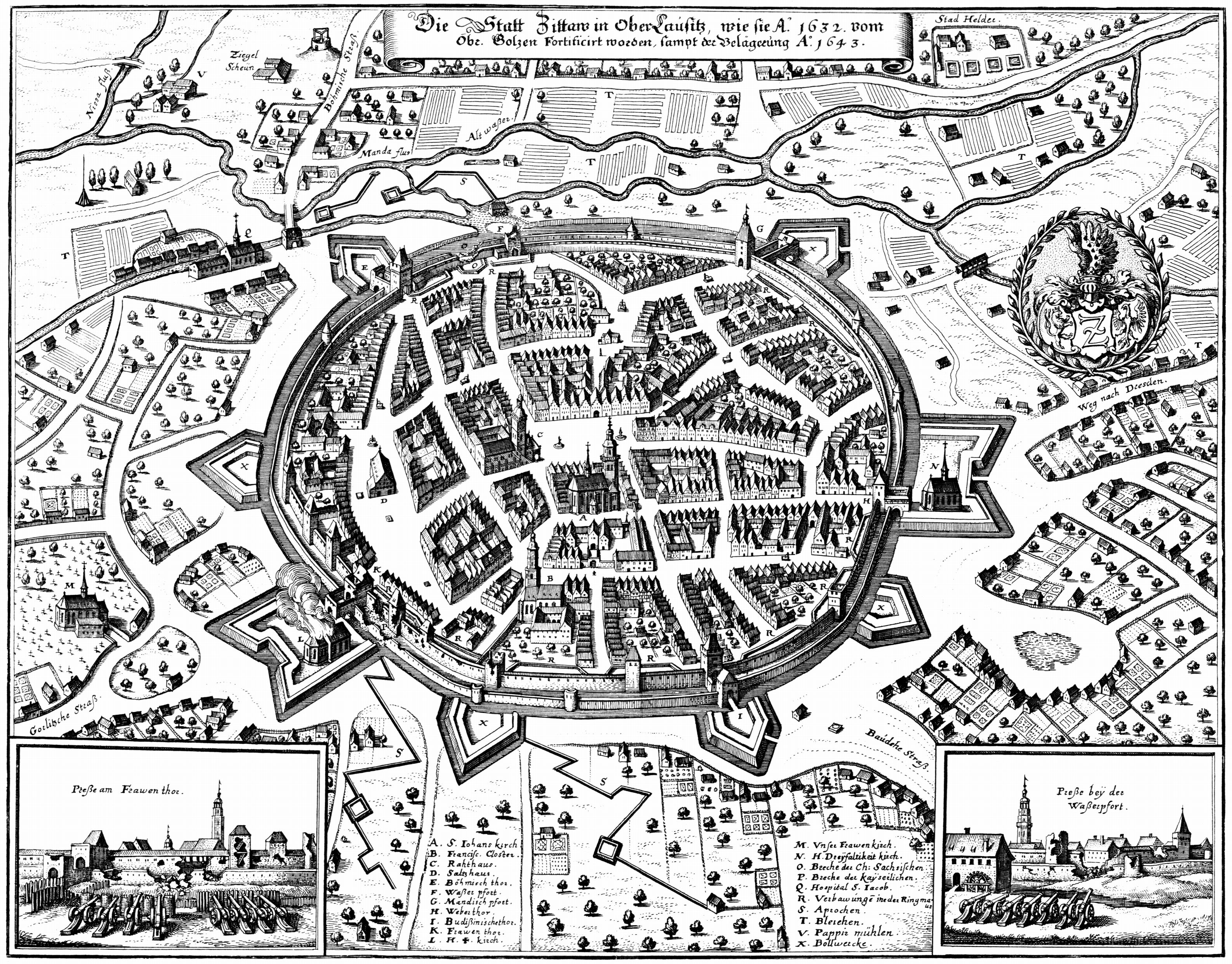
Zittau nel 1650

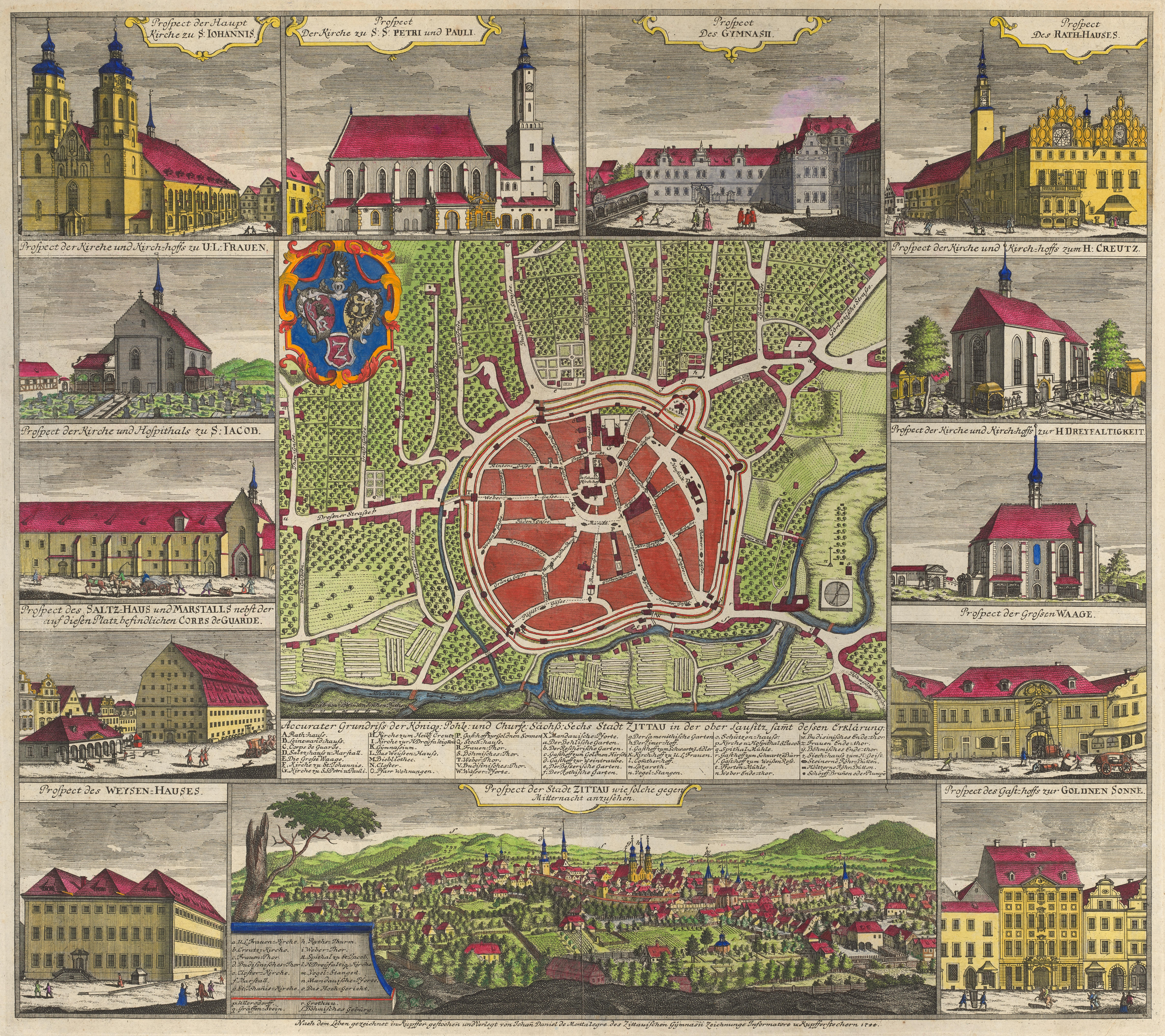
Zittau nel 1744

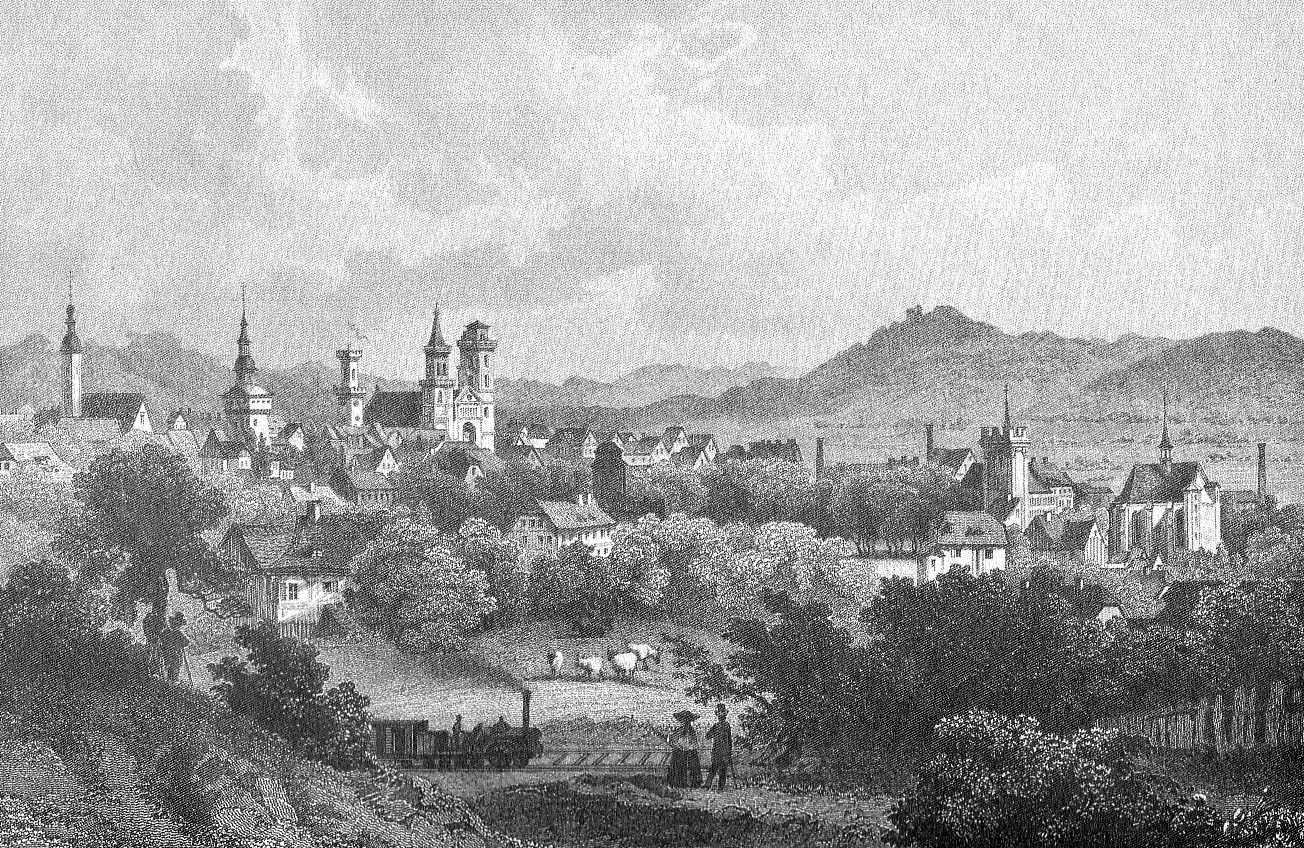
Zittau nel 1850

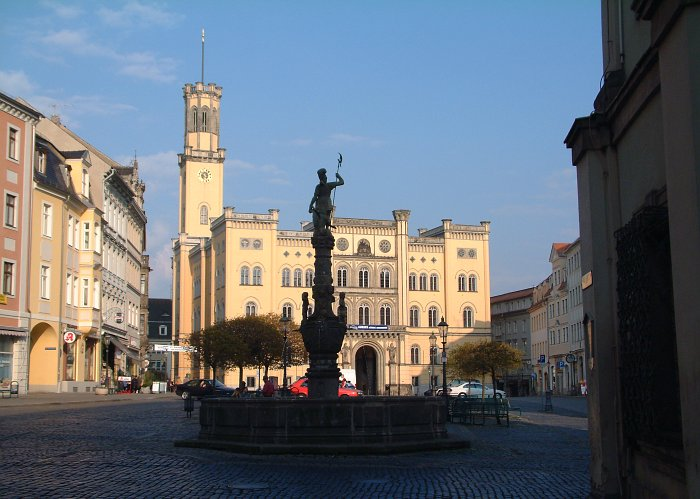
Il municipio

## Amministrazione

### Gemellaggi
- Pistoia